# Willie Bester
Willie Bester, né en 1956 à Montagu, est un artiste sud-africain.

## Biographie
Willie Bester naît en 1956 à Montagu. Son père est xhosa et sa mère est métisse.
Très jeune adolescent, il est contraint de quitter l'école pour aider sa famille en travaillant en tant que saisonnier. Il utilise des déchets pour retracer dans ses œuvres l'histoire des évènements politiques marquants de son pays.